# Propina
No Brasil, propina é uma forma de suborno negociado em que uma  comissão é paga ao recebedor do suborno em troca dos serviços prestados. Em geral, a remuneração (dinheiro, bens ou serviços entregues) é negociada com antecedência. A propina varia de outros tipos de suborno no sentido de que há conluio implícito entre agentes das duas partes, ao invés de uma parte  extorquir o suborno da outra. O objetivo da propina é geralmente encorajar a outra parte a cooperar no esquema ilegal. Em Portugal, a palavra refere-se quase sempre ao montante pago por estudantes para frequentarem cada instituição do ensino superior, mas também pode significar uma gratificação dada por um serviço.

## Etimologia
A palavra "propina" historicamente tem outro significado, do latim medieval propinare, assim como do grego propinein, significa "beber à saúde de alguém", brindar à saúde, Já no latim, “propinare” significa gorjeta.

## Tipos e métodos
A forma mais comum de propina envolve um vendedor apresentar uma fatura fraudulenta ou inflacionada (frequentemente para bens ou serviços que não eram necessários, de qualidade inferior ou ambos), para um funcionário da empresa vítima ajudando a garantir o pagamento. Por sua ajuda para garantir o pagamento, o indivíduo recebe algum tipo de pagamento (dinheiro, bens, serviços) ou favor (a contratação de um parente, emprego etc).
"Corretores de propina" são indivíduos que podem não receber a propina pessoalmente, mas que ajudam a vincular o indivíduo ou empresa que fornece os bens ou serviços a indivíduos capazes de auxiliar nos pagamentos ilegais. Para ajudar a ligar as duas partes em conluio, uma ou ambas as partes podem fazer um pagamento a este "corretor".

## Legislação

### Brasil
A palavra não consta no Código Penal Brasileiro mas sua prática é classificada como um crime de corrupção: quem paga a propina está cometendo corrupção ativa, segundo o artigo 333, e quem recebe está fazendo corrupção passiva, definida no artigo 317.